# Formatie van Bosscheveld
De Formatie van Bosscheveld is een geologische formatie in de diepere ondergrond van Nederland en het noordoosten van België. De formatie behoort tot de overgang tussen het Devoon en Carboon. Ze ligt op oudere siliklastische gesteentelagen van het bovenste Devoon en onder de kalksteenlagen van de Kolenkalk (onderste Carboon). De formatie komt nergens aan het oppervlak en is alleen bekend uit boringen. Ze is genoemd naar de wijk Bosscherveld in Maastricht.

## Beschrijving
De Formatie van Bosscheveld bestaat uit een afwisseling van donkergrijze kalkhoudende kleisteen, knollige kleisteen, fijne zandsteen en siltsteen. Het bovenste deel van de formatie bestaat vooral uit kalkrijke kleisteen en bevat fossielen van crinoïden, brachiopoden en koralen. In het onderste deel komen zandsteenlagen vaker voor.
De formatie werd gevormd in een ondiep marien afzettingsmilieu met weinig stroming in het water. Enkele paleosols (resten van bodemvorming en plantenwortels) laten zien dat het afzettingsgebied soms boven water kwam te liggen.
De formatie behoort chronostratigrafisch tot het bovenste deel van de etage Famennien en tot het Hastarien, de onderste subetage van het Tournaisien. De ouderdom is daarmee ergens tussen de 365 en 350 miljoen jaar.

## Verspreiding en stratigrafische relaties
De Formatie van Bosscheveld wordt in Nederland ingedeeld bij de Banjaard groep. Ze dekt er de oudere, tot dezelfde groep behorende Bollen Kleisteenformatie af. Die formatie bestaat vrijwel geheel uit alleen kleisteen. Bovenop de Formatie van Bosscheveld liggen de kalksteenlagen van de Formatie van Zeeland, die in de Nederlandse indeling de Kolenkalk vertegenwoordigt. De Formatie van Bosscheveld kan een dikte van meer dan 80 meter bereiken; rond de 50 meter is gebruikelijker.
In het Belgische Kempens Bekken liggen grijze lagen siltsteen van de Formatie van Bosscheveld bovenop groene of rode silt- of zandsteenlagen van de Formatie van Évieux. De Formatie van Bosscheveld wordt er afgedekt door de donkere kalksteen van de Formatie van Pont d'Arcole en (daarboven) dolomiet van de Formatie van de Vesder. In het Kempens Bekken varieert de dikte van de Formatie van Bosscheveld sterk; in sommige boringen ontbreekt ze geheel.